# Fogágy

1. Fog 2. Fogzománc 3. Dentin 4. Fogbél 7. Fogcement 17. Fogágy 18. Fogíny 22.Gyökérhártya

A fogágy (Parodontium) azon képletek együttese, melyek biztosítják a fog elhorgonyzását, rögzítését a fogmederben. Alkotásában részt vesz: 
- a gyökérhártya
- a cement
- a fogmeder és
- a fogíny

A gyökérhártya fibroblasztjai kollagénrostokat, ún. Sharpey-rostokat termelnek. Ezek az alveolus csonttól a cementig húzódnak és felfüggesztik a fogat. A rostok a fogat ért nyomó erőket húzó erővé alakítják. A csont számára a húzó erő az ideális, mivel serkenti, ellentétben a nyomó erővel, ami csontpusztulást okoz.
A fogágy gyulladását parodontitisnek nevezzük. A fogszuvasodás után,   a fogak elvesztésének második leggyakoribb oka.

## Fejlődése
A fogágy négy alkotóelemének a fejlődése egyszerre és elválaszthatatlanul történik. Ez a fejlődés a korona teljes kifejlődése után indul be és a fog előtörésével párhuzamosan történik. A külső és belső zománchám sejtjei a majdani gyökér helyén egymáshoz tapadnak, eltűnik közülük a reticulum stellatum, és  a Hertwig-féle hámhüvelyt képezik. Ezen hámhüvely alakja megfelel a fog gyökérkonformációjának. Miután egy bizonyos vastagságú gyökérdentin lerakódott a hámhüvely kezd felszakadozni. Az így keletkezett résekbe fibroblasztok nyomulnak és vastag kollagén rostokat kezdnek lerakni. A fibroblasztok az alveoláris csont felől is rostokat termelnek. De ezen két réteg rost még nincs kapcsolatban. A fogzacskó ectomesenchymalis sejtjeiből, a fibroblasztok mellett, cementoblasztok és osteoblasztok is differenciálódnak. A cementoblasztok a gyökér felszínén a cementet fogják képezni, úgy, hogy az ott található kollagén rostok bekerülnek a cement állományába. A másik oldalon az osteoblasztok is hasonlóan képezik a csontot.
Csak a fog áttörése után, az okklúzióba kerülés közben, rendeződnek a rostok a megfelelő irányba (függőleges, vízszintes, ferde). Ugyancsak ekkor rakódik le a cement nagy része. Ha a fogzacskó sejtjei csak részben tűnnek el, ún. Malassez-féle sejtekként maradnak vissza. Ezek általában latensek, de bizonyos, még nem tisztázott körülmények között (például gyulladás), cisztákká alakulhatnak.
A fogíny a szájüreg hámsejtjeiből alakul ki és hemidezmozómákkal rögzül a fog nyakához.